# Mascagnia lugoi
Mascagnia lugoi là một loài thực vật có hoa trong họ Malpighiaceae. Loài này được W.R. Anderson mô tả khoa học đầu tiên năm 1997.